# 불가리아-오스만 전쟁

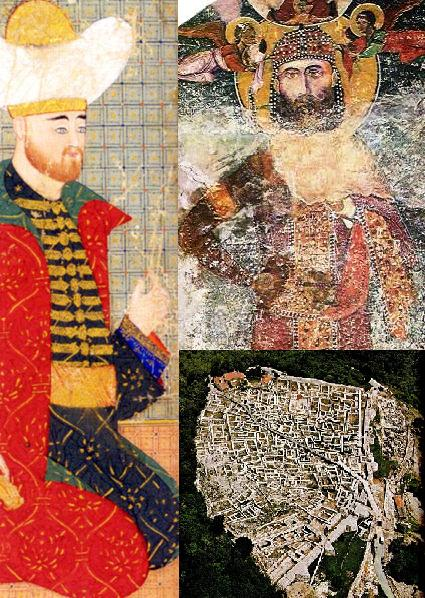

불가리아-오스만 전쟁은 14세기 말, 불가리아 제2제국 해체 후 여러 군소 왕국들과 오스만 제국과의 전쟁이다. 그 전쟁의 결과로 불가리아 제국은 오스만 제국에 종속되었다. 오스만 제국은 1393년 7월에 벨리코터르노보를 정복함으로써 사실상 정복에 성공하였다. 비록 다른 불가리아의 땅이었지만 비딘 차르국(Tsardom of Vidin)이 약하게 남아있었기 때문에 완전히 정복한 것은 아니었다. 결과적으로 에게해부터 도나우강까지 이르는 발칸반도 지역의 방대한 영토를 얻게 되었다.